# هوغو غاراي
هوغو غاراي (بالإسبانية: Hugo Garay) مواليد 27 نوفمبر 1980 في بوينس آيرس، الأرجنتين، هو ملاكم محترف أرجنتيني يصنف ضمن فئة وزن خفيف الثقيل. شارك في دورة الألعاب الأولمبية الصيفية سنة 2000. حقق الميدالية البرونزية في دورة الألعاب الأمريكية 1999.

## المسيرة الاحترافية
من نزالاته:
- خسر أمام زولت إردي (2005/02/26).
- خسر أمام زولت إردي (2004/05/08).

## إحصائيات
خاض خلال مسيرته 41 نزالا، فاز في 34 وخسر في 7. فاز بالضربة القاضية في 18 نزالا.

## الميداليات
| الميدالية | المسابقة                    |
| --------- | --------------------------- |
| برونزية   | دورة الألعاب الأمريكية 1999 |

## روابط خارجية
- هوغو غاراي على موقع بوكس ريك (الإنجليزية) (registration required)
- هوغو غاراي على موقع أوليمبيديا (الإنجليزية)